# Калашников, Юрий Валентинович
Юрий Валентинович Калашников (24 октября 1971, Таганрог, Ростовская область, СССР) — российский футболист, защитник.

## Биография
Воспитанник таганрогского «Торпедо» (тренер В. Г. Кутушов). Выступал за различные коллективы второй и третьей лиг. В 1999 году играл за «Торпедо-Кадино», в составе которого он провел в Высшей лиги Беларуси 12 матчей.
Завершал свою карьеру Калашников в любительском клубе «Кобарт» из Таганрога. Сейчас продолжает выступать за ветеранские команды.